# Ultima Linux
Ultima Linux este o distribuție de Linux bazată pe Slackware.

## Legături externe
- Ultima Linux Arhivat în 2 iulie 2016, la Wayback Machine.
- Ultima Linux la DistroWatch